# Gnewny-Klasse
Die Gnewny-Klasse (russisch тип “Гневный”) war eine Klasse von Zerstörern. Die Schiffe waren die Standardzerstörer der sowjetischen Marine zu Beginn des Zweiten Weltkrieges.

## Entwicklungsgeschichte
Die Planungen begannen Ende der 1920er-Jahre. Am 21. Dezember 1934 wurde der Entwurf fertiggestellt. Das Design wurde für Geschwindigkeit auf Kosten von Stärke und Stabilität optimiert. Die Ausführung Type7U erreichte 40,28 Knoten. Ab 1942 wurden die Schiffe sukzessive mit Radarsystemen der Typen 286M, 291, SL, Giuis-1 und über Lend Lease gelieferte US-amerikanische SF-1 ausgestattet. Die Flakbewaffnung war relativ schwach und nicht zentral koordiniert. Ende 1938 befanden sich sechs Schiffe im aktiven Dienst.
Zur U-Boot-Abwehr erhielten die Schiffe im Laufe des Krieges Ortungsgeräte vom Typ Tamir und Drakon.

## Liste der Schiffe
| - Gnewny - Bodry - Boiki - Gremjaschtschi - Grosjaschtschi - Sokruschitelny - Spossobny - Steregutschi - Storoshewoi - Swoboda | - Strogi - Swirepy - Rasumny - Rasjarenny - Retiwy - Stremitelny - Gromki - Grosny - Besupretschny - Bespostschadny |  |

Die Gromki, Grosny und Gremjaschtschi wurden vom 19. Mai bis 26. Juni 1939 über den Weißmeer-Ostsee-Kanal zur Nordflotte überführt und bildeten dort den Grundstock einer Zerstörerbrigade.